# Maretha Dea Giovani
Maretha Dea Giovani (* 27. März 1994 in Sleman) ist eine indonesische Badmintonspielerin. 

## Karriere
Maretha Dea Giovani siegte 2013 bei den Maldives International und den Indonesia International. Bei den Singapur International 2013 und dem Walikota Surabaya Cup 2013 wurde sie Dritte.

## Sportliche Erfolge
| Saison | Veranstaltung                       | Disziplin | Platz | Starter                                      |
| ------ | ----------------------------------- | --------- | ----- | -------------------------------------------- |
| 2013   | Maldives International 2013         | WD        | 1     | Maretha Dea Giovani / Melvira Oklamona       |
| 2013   | Indonesia International 2013        | WD        | 1     | Maretha Dea Giovani / Melvira Oklamona       |
| 2014   | Bulgaria International 2014         | WD        | 3     | Maretha Dea Giovani / Rosyita Eka Putri Sari |
| 2014   | Vietnam Open 2014                   | WD        | 1     | Maretha Dea Giovani / Rosyita Eka Putri Sari |
| 2015   | Indonesia Open Grand Prix Gold 2015 | WD        | 3     | Suci Rizky Andini / Maretha Dea Giovani      |
| 2015   | Austrian International 2015         | WD        | 1     | Suci Rizky Andini / Maretha Dea Giovani      |
| 2015   | Vietnam Open 2015                   | WD        | 2     | Suci Rizky Andini / Maretha Dea Giovani      |